# Бхили
Бхили — западный индоарийский язык, на котором говорят в западной части центральной Индии, в районе к востоку от Ахмадабада. Другие названия этого языка звучат как багория, бхил, бхилболи, бхилла, ленготия, и вил. Письмо данного языка является вариацией письменности деванагари.